# اوبلارن
اوبلارن (به آلمانی: Öblarn) یک منطقهٔ مسکونی در اتریش است که در Expositur Gröbming واقع شده‌است. اوبلارن ۴۹٫۱۶ کیلومتر مربع مساحت دارد ۶۶۸ متر بالاتر از سطح دریا واقع شده‌است.